# 4829 Sergestus
4829 Sergestus eller 1988 RM1 är en trojansk asteroid i Jupiters lagrangepunkt L5. Den upptäcktes 10 september 1988 av den amerikanska astronomen Carolyn S. Shoemaker vid Palomar-observatoriet. Den är uppkallad efter Sergestus i den grekiska mytologin.
Asteroiden har en diameter på ungefär 32 kilometer.